# La Reine Kelly
Pour plus de détails, voir Fiche technique et Distribution.
La Reine Kelly (Queen Kelly) est un film muet américain inachevé d'Erich von Stroheim sorti en 1932.
Gloria Swanson y interprète le rôle principal et a produit le film au travers de sa société, la Gloria Swanson Pictures Corporation.

## Synopsis
Soldat libertin et cousin de la redoutable reine Regina V dont il doit devenir l'époux dans les six mois, le prince Wolfram est en manœuvre extérieure avec son escadron. Soudain ce futur prince consort croise en sens inverse un groupe de jeunes filles novices, sous la diligente surveillance de nonnes revêches dont le couvent se trouve à proximité. Le prince à cheval les salue cordialement, quand son regard croise celui de la jeune et ravissante Kelly, jolie brune effrontée qui lui lance des œillades énamourées par-dessus de grands sourires à peine dissimulées. Tout autant intrigué que séduit, le jeune prince ordonne à tous ses hommes de faire demi-tour. Les nonnes et les novices s'arrêtent sur le bas côté de la route pour saluer plus solennellement le prince, par une révérence exécutée dignement par les sœurs et plus gracieusement par les jeunes filles.
Or c'est à ce moment-là qu'une incongruité se produit, Kelly perd son caleçon à frou-frou devant le jeune prince, qui sidéré éclate de rire, suivi peu à peu par l'ensemble de ses cavaliers. Lorsque les nonnes et ses consœurs se rendent compte de la situation, elles se joignent instantanément au reste de la troupe pour rire de bon cœur ; mais Kelly qui ne comprend toujours pas la cause de cette hilarité générale, continue à sourire bien que plus timidement au prince. La nonne près d'elle plus outrée qu'amusée, pour toute explication lui montre ses chevilles, où pendent misérablement ses culottes courtes, trop grandes visiblement pour la taille fine de la jeune femme. Humiliée après avoir été conquise par l'affabilité du jeune prince, de rage comme de désespoir, Kelly dans un geste impulsif, lance à la tête de son altesse Wolfram ce dessous féminin et intime, ce qui ne manque pas de scandaliser tout autant les nonnes que les novices.
Le jeune prince guère déconcerté garde un moment le linge incriminé près de son visage, tout en continuant à fixer la pauvre Kelly, qui lui jette à présent un regard de défi ; il se contente quant à lui de glisser prestement ce linge déshonorant, dans l'étui suspendu à sa selle en guise de trophée d'une si belle journée ensoleillée, qui restera marquée par la rencontre impromptue avec cette étonnante novice. Rentré au palais, sa dangereuse et capricieuse cousine la reine Regina lui réserve une étonnante surprise ; il doit l'épouser au plus tard demain, sans possibilités de délai accordé. L'annonce étant publique, il ne lui reste plus qu'à ratifier la décision prise. Mis au pied du mur, le prince souhaite soudain revoir avant ses noces Kitty Kelly, la novice impulsive pour qui il éprouve soudain une vive émotion, mais avant cela il devra imaginer un plan ingénieux pour la faire libérer de son sinistre couvent.

## Fiche technique
- Titre original : Queen Kelly
- Titre français : La Reine Kelly
- Réalisation : Erich von Stroheim ; Richard Boleslawski, Edmund Goulding, Irving Thalberg, Sam Wood  (non crédités)
- Scénario : Erich von Stroheim d'après son histoire The Swamp ; Delmer Daves, Edmund Goulding, Paul L. Stein (non crédités)
- Direction artistique : Harold Miles ; Richard Day, Erich von Stroheim (non crédités)
- Costumes : Max Rée
- Photographie : Gordon Pollock, Paul Ivano ; William H. Daniels, Ben F. Reynolds, Gregg Toland (non crédités)
- Montage : Erich von Stroheim ; Viola Lawrence
- Musique : Adolph Tandler
- Production : Erich von Stroheim, Gloria Swanson, Joseph Kennedy
- Société de production : Gloria Swanson Pictures Corporation
- Société de distribution : United Artists
- Genre : Drame
- Format : Noir et blanc - 35mm - 1,37:1 - Muet
- Durée :  75 min (version originale) ; 101 minutes (version restaurée)
- Dates de sortie :
  - États-Unis : 1er mars 1985  (version restaurée)
  - France : novembre 1932 au cinéma Falguière à Paris (version originale)

## Distribution

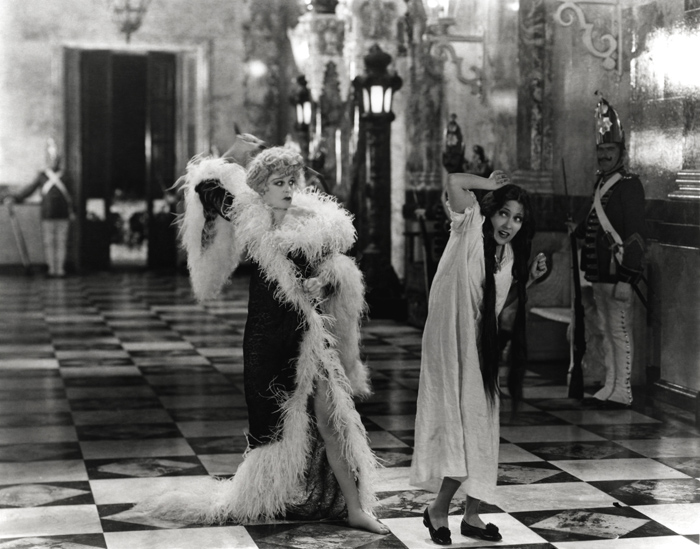
Seena Owen et Gloria Swanson dans une scène du film.

- Gloria Swanson : Kitty Kelly dite la « reine Kelly »
- Walter Byron : le prince Wolfram
- Seena Owen : la reine Regina V
- Sidney Bracey : le laquais du prince
- Tully Marshall : Jan Vryheid
- Wilson Benge : le valet du prince
- Madame Sul-Te-Wan : Kali Sana
- Wilhelm von Brincken : l'aide de camp du prince
- Gordon Westcott : laquais
- Lucille Van Lent : servante
- Florence Gibson : la tante de Kitty Kelly
- Sylvia Ashton :
- Madge Hunt : la mère supérieure
- Ann Morgan : une religieuse
- Rae Daggett : une prostituée

## Production
Le tournage avec von Stroheim a eu lieu du 1er novembre 1928 au 21 janvier 1929. Mais des différends financiers avec Joseph Kennedy, associé de Swanson, et éditoriaux (la censure jugeant certaines scènes trop osées) ont conduit au départ du réalisateur.
Plusieurs réalisateurs se succèdent à partir du 9 décembre 1929, dont Richard Boleslawski, Edmund Goulding, Irving Thalberg et Sam Wood, pour retourner certaines scènes et permettre le passage au parlant. Le 24 novembre 1931, l'épilogue, jusqu'alors constitué d'intertitres et de photos de plateau, est tourné par Gregg Toland.
En raison d'une clause du contrat de von Stroheim, le film n'est pas distribué aux États-Unis. Il est en revanche présenté en Europe et en Amérique du sud à partir de 1932 dans un montage modifiant le déroulement de l'histoire. Il faut attendre 1985 pour voir une  version proche des souhaits de von Stroheim grâce à l'édition restaurée DVD Kino International, remontée par Denis Doros sur une musique nouvelle d'Ugo Derouard.